# Distretto di Chilubi
Il distretto di Chilubi è un distretto dello Zambia, parte della Provincia Settentrionale.
Il distretto comprende 22 ward:
- Bulilo
- Bumba
- Chifwenge
- Chiloba
- Chinkundu
- Chisupa
- Kambashi
- Kanama
- Kanchindi
- Kapoka
- Kashitu
- Katamba
- Kawena
- Luangwa
- Lwenda
- Mofu
- Mpanshya
- Mubemba
- Mulanda
- Muteka
- Ndela
- Nguni